# 杨冬权
杨冬权（1955年4月—），男，汉族，江苏淮安人，中华人民共和国政治人物，曾任中央档案馆馆长，国家档案局局长，第十二届全国政协委员。